# Johan Molander (biskop)
Denna artikel handlar om biskopen Johan Molander. För diplomaten, se Johan Molander (diplomat).
Johan Molander, född 25 maj 1762 i Kesälax, död 28 januari 1837 i Borgå, var en finländsk biskop i Borgå stift.
Johan Molander var det sjunde av tolv barn till Claes Johan Molander (1724–1799) och Maria Wadsten (1730–1810). En av hans bröder var landshövdingen Abraham Joakim Molander, adlad Nordenheim (1771–1847).
Han efterträdde 1800 sin far Klas Johan Molander (död 1799) som kyrkoherde i Ilomants. Johan Molander erhöll professors titel 1818 och var biskop i Borgå stift från 1821 fram till sin död 1837.
Han gifte sig 1789 med sin kusin Fredrika Lovisa Tawast (1759–1827). Paret hade fem barn, varav en dotter, Aurora Fredrika Järnefelt. Alexander Järnefelt samt tvillingbröderna målaren Lennart Forstén och poeten Torsten Wilhelm Forstén var hans barnbarn och Arvid Järnefelt var hans barnbarnsbarn.
I sitt andra äktenskap från 1829 var han gift med Fredrika Charlotta Aminoff (död 1872), som var hans första hustrus systerdotter.